# Kozulka malutka
Kozulka malutka, kozulka ozdobna (Pogonocherus decoratus) – gatunek chrząszcza z rodziny kózkowatych i podrodziny zgrzypikowych. Zamieszkuje Europę, Anatolię i zachód Syberii.

## Taksonomia
Gatunek ten opisał po raz pierwszy w 1885 roku Léon Fairmaire.

## Morfologia
Chrząszcz o dość krępym ciele długości od 4 do 6 mm. Głowa jest ciemnorudobrązowa z jaśniejszymi elementami, szaro i żółtobrązowo przylegająco owłosiona, jednorodnie porośnięta sterczącymi szczecinkami, pozbawiona małych kępek ciemnych szczecinek. Czułki są długie, ciemnobrązowe z jasnorudobrązową i porośniętą szarymi włoskami podstawą każdego z członów. Trzeci człon jest krótszy od czwartego, ale znacznie dłuższy niż piąty. Szersze niż dłuższe przedplecze jest na przedzie i przy tylnej krawędzi rude, porośnięte przylegającymi szarymi i żółtobrązowymi włoskami, z wyjątkiem krótkiego, nagiego pasa wzdłuż środka dysku i dwóch mniej lub bardziej błyszczących guzków na dysku po jego bokach. Szczecinki na powierzchni przedplecza są liczne, sterczące, równomiernie rozmieszczone. Po bokach przedplecze ma parę ostrych wyrostków. Tarczka jest ciemna. Pokrywy są ku tyłowi zwężone, a u wierzchołka tępo ścięte, o wierzchołkowych kątach nieprzedłużonych w ząbki. Na pokrywach znajdują się po trzy biało owłosione żeberka, z których wewnętrzne mają pod dwie lub trzy kępki czarnych włosków po bokach. Powierzchnię pokryw równomiernie porastają sterczące szczecinki o długości zwykle ponaddwukrotnie większej niż owych czarnych włosków w kępkach. Wzdłuż szwu pokryw ciągnie się szeroki, białoszaro-rudobrązowy pas. W przedniej połowie pokryw leży poprzeczna, ukośna przepaska gęstego, jasnego owłosienia, a za nią ukośna przepaska czarnobrązowa ciągnąca się od żeberka wewnętrznego do bocznej krawędzi pokrywy. Odnóża są ciemnobrązowo i rudoszaro obrączkowane, o maczugowato nabrzmiałych udach.

## Biologia i ekologia
Owad saproksyliczny, zasiedlający lasy iglaste i mieszane, rozmieszczony od nizin po niższe położenia górskie. Jest saproksylofagiem. Cykl rozwojowy jest dwuletni. Larwy rozwijają się pod korą cienkich, usychających lub martwych gałązek, zarówno na znajdujących się na drzewach żywych lub martwych, jak i gałązek leżących na ziemi, czy to obłamanych, czy ściętych. Chodnik w pierwszym roku drążony jest pod korą, natomiast po przezimowaniu wnika do drewna. Pod koniec lata na końcu chodnika formowana jest kolebka, w której następuje przepoczwarczenie. Stadium dorosłe zimuje w tejże kolebce lub wygryza się na zewnątrz i zimuje w ściółce. Aktywne osobniki dorosłe obserwuje się od marca lub kwietnia do października, najczęściej na uschniętych gałązkach młodych sosen.
Roślinami żywicielskimi tego chrząszcza są przede wszystkim sosny, w tym sosna czarna, sosna zwyczajna i sosna wejmutka. Rzadko rozwój przechodzony jest w świerkach lub jodłach, a wyjątkowo w leszczynach.

## Rozprzestrzenienie
Gatunek palearktyczny. W Europie znany jest z Hiszpanii, Francji, Belgii, Holandii, Niemiec, Szwajcarii, Austrii, północnych Włoch, Danii, Szwecji, Norwegii, Finlandii, Estonii, Łotwy, Litwy, Polski, Czech, Słowacji, Węgier, Białorusi, Ukrainy, Mołdawii, Rumunii, Bułgarii, Słowenii, Chorwacji, Bośni i Hercegowiny, Serbii, Czarnogóry, Albanii, Grecji oraz europejskiej części Rosji, w Azji natomiast z anatolijskiej części Turcji i zachodniosyberyjskiej części Rosji.